# Вілмош Надь
Вілмош Надь (угор. Nagybaczoni Nagy Vilmos; нар. 30 травня 1884, Прайд, Трансильванія, нині Румунія — пом. 21 червня 1976, Пілішчаба) — генерал Угорської королівської армії (1920-1945), міністр оборони Угорщини (1943), а також військовий теоретик і історик секейського походження. Особистий приятель Президента Румунії Петру Гроза.

## Молодість
Народився в сім'ї дворян секейського походження. Його предки отримали дворянський титул в 1676 від Міхая I Апафі, трансильванського князя. Титул Nagybaczoni вказує на їх родовий маєток в окрузі Ковасна в Трансильванії.
Коли Вілмош був ще дитиною, помер його батько, гірничий інженер Жигмонд Надь. Його вдова не могла зібрати кошти на освіту дітей, у зв'язку з чим Вілмош і його брат Бела вибрали військову кар'єру.
У 1902 він закінчив з відзнакою школу «Колегіум Куна» (Kun Kollégium) в Сасвароші, у зв'язку з чим отримав право на безплатну освіту і стипендію в престижній Академії Ludoviceum.

## Військова кар'єра
Після закінчення академії в 1905 він вступив на службу в Угорську королівську армію, а не в імперську австро-угорську армію. Це обмежувало його кар'єрні можливості. Проте, завдяки своїм успіхам на службі, в 1909, він був зарахований в Імперський військовий коледж у Відні, який закінчив в 1912. І незабаром він був призначений в Імперський генеральний штаб у званні майора.

## Перша світова війна і період заворушень
У роки Першої світової війни на посаді штабного офіцера він брав участь у військових діях проти Сербії, на Карпатському фронті.

## Друга світова війна
21 вересня 1942 регент Міклош Горті призначив генерала Надя міністром оборони Угорщини. На цій посаді, виходячи зі своїх переконань, Надь намагався утримувати армію в стороні від політики, і водночас прагнув до модернізації та зміцненню угорських збройних сил.
Незадовго до призначення Надя на посаду 2-а угорська армія зазнала на Східному фронті нищівної поразки й була майже повністю знищена під Воронежем. Хоча Надь не мав повноважень на повернення військ з фронту, він видав чимало наказів, спрямованих на те, щоб зберегти війська, домогтися їх якнайшвидшого повернення з фронту і поліпшити умови «робітничих батальйонів», де використовувалася примусова робоча сила з насильно мобілізованих євреїв.
Його дії натрапили на несхвалення частини офіцерів і правих політиків. Його політичний вплив зменшувався в міру того, як він активно протидіяв поширеній в армії антисемітизму і негуманного поводження з працівниками робітничих батальйонів. Він активно виступав проти задоволення запиту німців, які вимагали направити 10 000 євреїв на примусові роботи в мідних шахтах в місто Бор (нині Сербія), а в лютому 1943 виступив проти задоволення вимоги німців про відправлення угорських військ на Балкани.
За свою позицію він отримав від правих політиків прізвисько «жидівський лакей» (Zsidóbérenc). 8 червня 1943 був змушений подати у відставку, оскільки його вже не могли захистити ні регент Горті, ні прем'єр-міністр Міклош Каллаї. Його наступником став генерал-полковник Лайош Чатай.

## Післявоєнний період
Надь повернувся в Угорщину в 1946 і спочатку був членом комітету з призначення військових пенсій.
Після захоплення влади угорськими комуністами в 1948 Надь, разом з багатьма своїми колегами, зазнав нападок, його житло було конфісковано, а він сам був позбавлений пенсії. Йому довелося влаштуватися на роботу садівником, пізніше — ковалем.
На початку 1950-х стався несподіваний поворот в його долі. Він отримав запрошення на 50-річний ювілей закінчення школи від свого колишнього однокласника і товариша, а в той момент — президента Румунії доктора Петру Гроза. На запрошення Надь відповів, що скористатися ним не може з огляду на брак грошей і відсутність паспорта. Тоді Гроза використав свій вплив на угорський уряд, і Матяш Ракоші обіцяв надати генералу гроші на поїздку. В результаті цього втручання генералу також була відновлена пенсія.
1965 інститут Яд Вашем першому з угорців надав йому звання Праведника світу.
Надь був обраний почесним громадянином містечка Пілішчаба, в низці місць було споруджено меморіальні дошки в його пам'ять.